# Nick Wirth
Nicholas John Peter „Nick” Wirth (ur. 26 marca 1966 w Londynie) – brytyjski inżynier, były dyrektor techniczny zespołu Formuły 1 Virgin Racing.

## Życiorys
W latach 1977–1984 uczęszczał do Sevenoaks School. Następnie ukończył z wyróżnieniem Wydział Inżynierii Mechanicznej University College London.
Pierwszy kontakt Wirtha z Formułą 1 nastąpił w 1988 roku. Wtedy to został aerodynamikiem firmy March, odpowiedzialnym za wszystkie projektowane w tunelu aerodynamicznym elementy samochodów Leyton House, którym March dostarczał nadwozia. Rozwijał także koncept aktywnego zawieszenia. W Marchu pracował do 1989 roku.
W 1989 roku założył firmę Simtek. Cztery lata później założył zespół Formuły 1 o tej samej nazwie, zostając jednocześnie jego właścicielem i dyrektorem technicznym. Simtek startował – bez większych sukcesów – w sezonach 1994–1995. Nietypowo jak na szefa zespołu, Wirth był uczestnikiem grupy usenetowej rec.autos.sport, gdzie opisywał pracę i postępy zespołu.
W latach 1996–1999 był głównym projektantem, a następnie członkiem zarządu zespołu Benetton.
W 1999 założył firmę RoboScience, która wyprodukowała RoboDoga RS-01 – elektromechanicznego psa, potrafiącego między innymi odczytywać e-maile czy reagować na komendy.
W 2006 roku pracował dla FIA w tunelu aerodynamicznym we włoskim Casumaro, badając wpływ zmian kształtu tylnego spoilera (który to kształt FIA chciała narzucić zespołom od 2008 roku) na samochody Formuły 1.
W 2007 roku związał się z programem Acura LMP w American Le Mans Series, pracując od tego czasu głównie nad projektem nowego samochodu klasy LMP1 na sezon 2009.
W 2009 roku został zatrudniony na stanowisku dyrektora technicznego w debiutującym w Formule 1 zespole Virgin Racing. 2 czerwca 2011 został zwolniony z zajmowanego stanowiska.